# Challenger ATP de Indian Wells II 2024
El torneo Southern California Open II 2024 fue un torneo de tenis perteneció al ATP Challenger Tour 2024 en la categoría Challenger 50. Se trató de la 2ª edición; el torneo tuvo lugar en la ciudad de Indian Wells (Estados Unidos), desde el 22 hasta el 28 de enero de 2024 sobre pista dura al aire libre.

## Jugadores participantes del cuadro de individuales
| Favorito | País                      | Jugador              | Rank1 | Posición en el torneo    |
| -------- | ------------------------- | -------------------- | ----- | ------------------------ |
| 1        | Bandera de Estados Unidos | Zachary Svajda       | 143   | FINAL                    |
| 2        | Bandera de Italia         | Federico Gaio        | 193   | Primera ronda            |
| 3        | Bandera de Argentina      | Marco Trungelliti    | 224   | Segunda ronda            |
| 4        | Bandera de Estados Unidos | Brandon Holt         | 244   | Cuartos de final, retiro |
| 5        | Bandera de Estados Unidos | Tennys Sandgren      | 266   | Primera ronda            |
| 6        | Bandera de Estados Unidos | Mitchell Krueger     | 286   | Segunda ronda            |
| 7        | Bandera de Estados Unidos | Aidan Mayo           | 298   | Primera ronda            |
| 8        | Bandera de Estados Unidos | Thai-Son Kwiatkowski | 316   | Cuartos de final         |

- 1 Se ha tomado en cuenta el ranking del 15 de enero de 2024.

### Otros participantes
Los siguientes jugadores recibieron una invitación (wild card), por lo tanto ingresan directamente al cuadro principal (WC):
- Ryan Seggerman
- Trevor Svajda
- Zachary Svajda

Los siguientes jugadores ingresan al cuadro principal tras disputar el cuadro clasificatorio (Q):
- Bor Artnak
- Ozan Baris
- Andre Ilagan
- Bruno Kuzuhara
- Maxwell McKennon
- Matías Soto

## Campeones

### Individual Masculino
- Blaise Bicknell derrotó en la final a  Zachary Svajda por 6–3, 6–2

### Dobles Masculino
- Ryan Seggerman /  Patrik Trhac derrotaron en la final a  Thomas Fancutt /  Ajeet Rai por 6–4, 3–6, [10–3]